# قاضی درد (فیلم)
قاضی درد (به انگلیسی: Judge Dredd) یک فیلم اکشن و علمی تخیلی آمریکایی محصول سال ۱۹۹۵ است که بر اساس شخصیت کمیکی به همین نام در سال ۲۰۰۰ میلادی ساخته شده‌است. کارگردانی آن را دنی کنن بر عهده دارد و سیلوستر استالونه در نقش اصلی، افسر مجری قانون در کلان‌شهر آینده‌نگر جنایت‌آلود (مگا سینی-یک Mega-City One) بازی می‌کند. آرماند آسانته، دایان لین، راب اشنایدر، جوآن چن، یورگن پراخنو و ماکس فون سیدو در این فیلم نیز بازی می‌کنند. این فیلم به‌طور کامل در استودیو شپرتون در بریتانیا فیلمبرداری شد و توسط استودیو سینمایی والت دیزنی در ۳۰ ژوئن ۱۹۹۵ منتشر شد.
داستان این فیلم در سال ۲۰۸۰ می‌گذرد و دنیای دیستوپیایی را به‌تصویر می‌کشد. پس از یک فاجعه نامشخص که زمین را به یک زمین بایر «نفرین شده» تبدیل کرد، بازماندگان گروهی از قضات را تشکیل دادند که نقش پلیس، قاضی، هیئت منصفه و جلاد را ترکیب می‌کند. قاضی درد، یکی از فداکارترین قاضی‌های خیابانی است.

## داستان
در سال ۲۰۸۰ «مگاسیتی- یک» منطقه‌ای است عظیم و ناامن که آن را «قاضی درد» (استالونه) با کمک چند دستیار اداره می‌کند. یکی از جانیان محلی، «ریکو» (آسانته) که قبلاً «درد» او را به زندان انداخته فرار می‌کند و با هیبتی شبیه به «درد» دو نفر را به قتل می‌رساند. به این ترتیب «درد» محاکمه و به زندان ابد محکوم می‌شود.

## بازخوردها
این فیلم اغلب به‌عنوان یکی از بدترین فیلم‌های استالونه در نظر گرفته می‌شود، اما سبک بصری، جلوه‌ها، موسیقی، بدلکاری و سکانس‌های اکشن آن مورد ستایش قرار گرفت و فیلم نامزد چهار جایزه جوایز ساترن شد. یک نسخه بازسازی با عنوان درد (فیلم ۲۰۱۲) در سال ۲۰۱۲ منتشر شد.

## فروش فیلم
این فیلم با شکست مالی در گیشه روبه‌رو شد، زیرا تنها ۳۴٫۷ میلیون دلار از باکس آفیس داخلی آمریکای شمالی فروش داشت. در سطح بین‌المللی بهتر عمل کرد، با بیش از ۷۸٫۸ میلیون دلار در سراسر جهان، که در مجموع به ۱۱۳٫۵ میلیون دلار در سراسر جهان در مقابل بودجه ۹۰ میلیون دلاری رسید.